# علامات وآيات كرونيكل
علامات وآيات كرونيكل (كتاب) المعروف ايضاً باسم Chronicle of Portents and Prophecies , كتب هذا الكتاب في عام 1557 من قبل الفرنسي Conrad Lycosthenes.
وهو كتاب موسوعي حيث جمع فيه كم هائل من الاحداث منذ زمن آدم وحواء وغطى أمور عديدة مثل الكوارث الموثقة والفيضانات وزخات الشهب ووصف وحوش البحر والفضائيين ومختلف المواضيع الدينية.
الكتاب مفصل بشكل لا يصدق ويحوي على ما يقارب 1000 رسمة توضيحية مازال يوجد العديد من النسخ التجارية من هذا الكتاب ويباع بالآلاف من الدولارات !